# کارلوس کاسترو (بازیکن فوتبال، زاده ۱۹۷۴)
کارلوس کاسترو (انگلیسی: Carlos Castro؛ زادهٔ ۱۷ دسامبر ۱۹۷۴) بازیکن فوتبال اهل اسپانیا است.
از باشگاه‌هایی که در آن بازی کرده‌است می‌توان به باشگاه فوتبال هرکولس اشاره کرد.
وی همچنین در تیم‌های ملی فوتبال زیر ۱۶ سال اسپانیا، زیر ۱۷ سال اسپانیا، زیر ۱۸ سال اسپانیا، زیر ۱۹ سال اسپانیا، و زیر ۲۰ سال اسپانیا بازی کرده‌است.